# Aya (prénom)
Pour les articles homonymes, voir Aya.
Aya est un prénom féminin.

## Pays ou langues

### Belgique
Aya ou Aye est un prénom d'origine franque qui est un diminutif d'Austregilde, reine de la dynastie mérovingienne. Ce prénom est fêté le 18 avril pour commémorer sainte Aye de Mons, sainte catholique belge.

### Ghana
Aya est un prénom akan (groupe de peuples du Ghana et de Côte d'Ivoire). Il s'applique à une fille née le jeudi (le vendredi chez les Baoulé). Le prénom correspondant pour les garçons est « Yao ».

### Hébreu
Aya (en hébreu : אַיָּה) est un prénom hébreu qui signifie « bondrée ».

### Japon
Aya (en japonais : 亜弥) est aussi un prénom féminin (ou plus rarement masculin) japonais et signifie « beauté sauvage ».

### Pays arabes
Aya (en arabe : أية) peut être aussi un prénom féminin arabe, signifiant « signe, verset du Coran », signifiant aussi « la preuve de la puissance de Dieu » et « ses merveilles sur le monde terrestre ».

## Personnalités
Parmi les Aya célèbres, on peut citer :
- Aya (artiste)
- Aya (reine)
- Aya Ben Abdallah
- Aya Ben Ron
- Aya Cash
- Aya Chebbi
- Aya Cissoko
- Aya Diawara
- Aya Domenig
- Aya En-Nesyry
- Aya Endō
- Aya Ferfad
- Aya Furukawa
- Aya Girard de Langlade Mpali
- Aya Gozen
- Aya Hirano
- Aya Hisakawa
- Aya Hussein
- Aya Ishiguro
- Aya Kamikawa
- Aya Kamiki
- Aya Kanno
- Aya Kitō
- Aya Korem
- Aya Koyama
- Aya Kyogoku
- Aya Kōda
- Aya Matsuura
- Aya Medany
- Aya Miyama
- Aya Muqu
- Aya Nakahara
- Aya Nakamura
- Aya Sameshima
- Aya Shimokozuru
- Aya Sugimoto
- Aya Sumika
- Aya Takamoto
- Aya Terakawa
- Aya Traoré
- Aya Ueto
- Aya Virginie Touré
- Aya Waska